# Milan Foot-Ball and Cricket Club 1911-1912
Questa voce raccoglie le informazioni riguardanti il Milan Foot-Ball and Cricket Club nelle competizioni ufficiali della stagione 1911-1912.

## Stagione

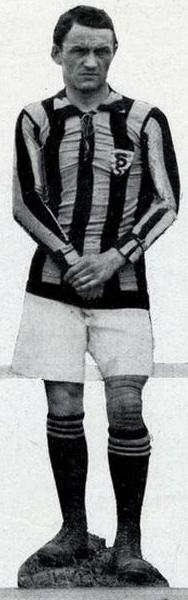
Aldo Cevenini, al Milan dal 1909 al 1912 e dal 1915 al 1919.

La formula del campionato a due gironi della stagione precedente è confermato. La dirigenza decide di rafforzare la squadra con l'obiettivo di vincere il titolo nazionale. Il Milan giunge nuovamente secondo nel girone ligure-lombardo-piemontese, questa volta a un solo punto dalla Pro Vercelli capolista. L'ottimo campionato è guastato dal pareggio casalingo alla prima giornata con il Piemonte, alla fine del campionato ultimo in classifica, che non permette ai rossoneri di sopravanzare la Pro Vercelli.
Il resto della stagione è ottimo, con due ampie vittorie contro la Juventus (per 4 a 0 e 8 a 1), i due successi contro l'Inter (2 a 1 e 3 a 0), due pareggi con la Pro Vercelli e una ragguardevole differenza reti (60 gol segnati e 10 subiti). In questa stagione il Milan va quindi molto vicino allo scudetto: prima di ripetere un campionato di questo tipo, per i rossoneri, passerà qualche decennio.

## Divise
| Casa | Trasferta |

## Organigramma societario
Area direttiva
- Presidente: Piero Pirelli
- Vice presidente: Gilberto Porro Lambertenghi
- Segretario: Luigi Bianco

Area tecnica
- Direttore sportivo: Giannino Camperio
- Allenatore: Ernesto Belloni (commissione tecnica)

## Rosa
| N. |                      | Ruolo | Calciatore                |
| -- | -------------------- | ----- | ------------------------- |
|    | Italia (bandiera)    | P     | Luigi Barbieri            |
|    | Italia (bandiera)    | D     | Renzo De Vecchi           |
|    | Italia (bandiera)    | D     | Guido Moda                |
|    | Italia (bandiera)    | D     | Giacomo Roseo             |
|    | Italia (bandiera)    | D     | Marco Sala                |
|    | Italia (bandiera)    | C     | Alessandro Bovati         |
|    | Italia (bandiera)    | C     | Attilio Colombo           |
|    | Argentina (bandiera) | C     | Cesare Lovati             |
|    | Italia (bandiera)    | C     | Ernesto Morandi           |
|    | Svizzera (bandiera)  | C     | Edi Ott                   |
|    | Italia (bandiera)    | C     | Giuseppe Rizzi (capitano) |

| N. |                    | Ruolo | Calciatore            |
| -- | ------------------ | ----- | --------------------- |
|    | Italia (bandiera)  | C     | Alessandro Scarioni   |
|    | Italia (bandiera)  | C     | Stefano Schiantarelli |
|    | Italia (bandiera)  | C     | Attilio Trerè         |
|    | Uruguay (bandiera) | A     | Júlio Bavastro        |
|    | Italia (bandiera)  | A     | Gustavo Carrer        |
|    | Italia (bandiera)  | A     | Aldo Cevenini         |
|    | Italia (bandiera)  | A     | Luigi Cevenini        |
|    | Italia (bandiera)  | A     | Romolo Ferrario       |
|    | Italia (bandiera)  | A     | Pietro Lana           |
|    | Belgio (bandiera)  | A     | Louis Van Hege        |

## Risultati

### Prima Categoria

#### Girone di andata
| Arbitro: | Goodley (Torino) |

|                |           |                      |
| Cevenini I 12’ | Marcatori | 25’ (aut.) De Vecchi |

| Arbitro: | G.Gama (Milano) |

|               |           |                 |
| Milano II 67’ | Marcatori | 26’ (rig.) Lana |

| Arbitro: | Malvano (Torino) |

|                                                   |           |  |
| Van Hege ?’ Cevenini I ?’ Lana ?’ (rig.) Rizzi ?’ | Marcatori |  |

| Arbitro: | Pasteur (I) (Genova) |

|  |           |                                    |
|  | Marcatori | 45’, 47’, 85’ Rizzi 60’ Cevenini I |

| Arbitro: | Goodley (Torino) |

|                                |           |                   |
| De Vecchi 59’ (rig.) Rizzi 79’ | Marcatori | 53’ Bontadini III |

| Arbitro: | Pasteur (II) (Genova) |

|  |           |           |
|  | Marcatori | 65’ Rizzi |

| Arbitro: | G.Gama (Milano) |

|                                  |           |                    |
| Cevenini I 13’, 28’ Van Hege 60’ | Marcatori | 72’ (rig.) Capello |

| Arbitro: | G.Gama (Milano) |

|            |           |  |
| Herzog 16’ | Marcatori |  |

| Arbitro: | Meazza (Milano) |

|                           |           |  |
| Van Hege ?’ Cevenini I ?’ | Marcatori |  |

#### Girone di ritorno
| Arbitro: | Visconti (Vercelli) |

|  |           |                                   |
|  | Marcatori | 48’, 70’ Bavastro II 85’ Van Hege |

| Arbitro: | Goodley (Torino) |

|                                |           |                             |
| Rizzi 36’ De Vecchi 45’ (rig.) | Marcatori | 38’ Rampini I 41’ Milano II |

| Arbitro: | G.Gama (Milano) |

|              |           |                                                               |
| Boldorini ?’ | Marcatori | 38’ Cevenini I ?’ Van Hege ?’ (rig.) De Vecchi ?’ Bavastro II |

| Arbitro: | G.Gama (Milano) |

|                                                                |           |             |
| Cevenini I 12’ Van Hege 20’, 59’, 65’, 74’, 75’ Rizzi 28’, 85’ | Marcatori | 44’ Besozzi |

| Arbitro: | Pasteur (II) (Genova) |

|  |           |                              |
|  | Marcatori | 21’ Carrer 62’, 82’ Van Hege |

| Arbitro: | Calì (Genova) |

|                                                            |           |  |
| Cevenini I ?’ 36’, 90’ Van Hege ?’ Rizzi ?’ Bavastro II ?’ | Marcatori |  |

| Arbitro: | Meazza (Milano) |

|           |           |                                                         |
| Rubli 55’ | Marcatori | 10’, 20’, 23’, 27’, 88’ Cevenini I 75’ (rig.) De Vecchi |

| Arbitro: | G.Colombo (Vercelli) |

|                  |           |  |
| Cevenini III 69’ | Marcatori |  |

| Arbitro: | Valvassori (Torino) |

|  |           |                                            |
|  | Marcatori | 29’ Cevenini I 31’, 41’ Rizzi 67’ Van Hege |

## Statistiche

### Statistiche di squadra
| Competizione    | Punti | In casa | In casa | In casa | In casa | In casa | In casa | In trasferta | In trasferta | In trasferta | In trasferta | In trasferta | In trasferta | Totale | Totale | Totale | Totale | Totale | Totale | DR  |
| Competizione    | Punti | G       | V       | N       | P       | Gf      | Gs      | G            | V            | N            | P            | Gf           | Gs           | G      | V      | N      | P      | Gf     | Gs     | DR  |
| --------------- | ----- | ------- | ------- | ------- | ------- | ------- | ------- | ------------ | ------------ | ------------ | ------------ | ------------ | ------------ | ------ | ------ | ------ | ------ | ------ | ------ | --- |
| Prima Categoria | 31    | 9       | 7       | 2       | 0       | 33      | 6       | 9            | 7            | 1            | 1            | 27           | 4            | 18     | 14     | 3      | 1      | 60     | 10     | +50 |

### Statistiche dei giocatori
| Giocatore        | Prima Categoria | Prima Categoria |
| Giocatore        | Presenze        | Reti            |
| ---------------- | --------------- | --------------- |
| L. Barbieri      | 18              | -10             |
| J. Bavastro      | 17              | 4               |
| A. Bovati        | 16              | 0               |
| G. Carrer        | 16              | 1               |
| A. Cevenini      | 17              | 18              |
| L. Cevenini      | 1               | 1               |
| A. Colombo       | 11              | 0               |
| R. De Vecchi     | 18              | 4               |
| R. Ferrario      | 1               | 0               |
| P. Lana          | 5               | 2               |
| C. Lovati        | 2               | 0               |
| G. Moda          | 1               | 0               |
| E. Morandi       | 1               | 0               |
| E. Ott           | 1               | 0               |
| G. Rizzi         | 15              | 12              |
| G. Roseo         | 3               | 0               |
| M. Sala          | 12              | 0               |
| A. Scarioni      | 8               | 0               |
| S. Schiantarelli | 3               | 0               |
| A. Trerè         | 15              | 0               |
| L. Van Hege      | 17              | 18              |